# Alija Izetbegović
Alija Izetbegović (Bosanski Šamac, 8. kolovoza 1925. – Sarajevo, 19. listopada 2003.), bio je bosanskohercegovački političar i islamski aktivist bošnjačkog podrijetla, predsjednik Predsjedništva Republike Bosne i Hercegovine od 1992. do 1996. godine, a potom prvi član Predsjedništva Bosne i Hercegovine iz reda bošnjačkog naroda od 1996. do 2000. godine. Bio je osnivač Stranke demokratske akcije 1990. godine i njezin prvi predsjednik do 2001. godine. Jedna je od najznačajnijih i najutjecajnijih bošnjačkih osobnosti 20. stoljeća.

## Mladost, Drugi svjetski rat i stvaralaštvo
Alija Izetbegović rodio se 1925. godine u Bosanskom Šamcu u muslimanskoj begovskoj obitelji porijeklom iz Beograda, koja je u Šamac odselila 1868. godine. Dvije godine nakon Alijinog rođenja, otac Mustafa, trgovac po zanimanju, odlučio se na selidbu u Sarajevo s devetočlanom obitelji. Imao je dva sina iz prethodnog braka i tri kćeri i dva sina iz braka sa Alijinom majkom Hibom. Alija je bio peto dijete po rođenju.
Izetbegović je u Sarajevu pohađao Prvu realnu mušku gimnaziju. Već tada se počeo suočavati s dilemama oko pitanja "socijalne pravde i nepravde", s jedne, i vjere u Boga, s druge strane. Čitao je mnogo, i književna i filozofska djela koja je pročitao u završnim razredima gimnazije imala su važnu ulogu u njegovom obrazovanju. U književnosti su to bili romani Dostojevskog, a u filozofiji Propast Zapada Oswalda Spenglera i Stvaralačka evolucija Henria Bergsona. Ipak, nakon perioda mladalačkih dilema i lutanja, vratio se "ponovo pronađenoj vjeri" koju nikada više nije izgubio.
Izetbegović je maturirao 1943. godine. Sarajevo je bilo pod ustaškom okupacijom, tako da se morao skrivati cijelu 1944. godinu kako bi izbjegao mobilizaciju ustaškog režima. U to vrijeme upoznao je buduću suprugu Halidu Repovac, čija su dvojica braće (Bakir i Muhamed Repovac) stradali kao pripadnici pokreta otpora. U doba Drugoga svjetskoga rata bio je član islamskog udruge Mladi Muslimani koji su podržavali 13. SS oružanu gorsku diviziju "Handžar" u naporima protiv Narodnooslobodilačke vojske i partizanskog odreda Jugoslavije. Godine 1946. osuđen je na tri godine zatvora za svoju ulogu protiv partizanskih sila.
Ubrzo po izlasku iz zatvora 1949. godine, Izetbegović je, iako više zainteresiran za pravo, upisao studij agronomije, te osnovao obitelj. Narednih deset godina radio je na gradilištima, najviše u Crnoj Gori – sedam godina, gdje je upravljao izgradnjom Hidrocentrale "Perućica" pokraj Nikšića. Istovremeno je studirao i izdržavao obitelj. Na trećoj godini napustio je agronomiju i upisao studij prava, da bi diplomirao u roku od dvije godine, 1956. godine. U međuvremenu je dobio troje djece – dvije kćerke i sina.
Kao pravnik, Izetbegović je nastavio raditi u građevinskom sektoru. Položio je pravosudni ispit, ali se nije profesionalno bavio odvjetništvom. U širokom spektru interesa – od praćenja svemirskih programa, političkih događaja u svijetu i zemlji, razvoja znanosti i tehnologije, do učenja stranih jezika, ali i hobija poput šaha – islam i stanje muslimanskih naroda ostaju u središtu Izetbegovićeve pažnje. Napisao je i, pod pseudonimom L.S.B. – koji je sačinjen od početnih slova imena njegovih kćerki i sina, objavio više članaka na tu temu (kasnije sabrani pod naslovom Problemi islamskog preporoda), a 1969. je napravio nacrt za tekst Islamska deklaracija, koju je tokom 1970. završio i objelodanio. U Islamskoj deklaraciji, zalaže se za državni ustroj temeljen na principima sunitskog islama. Esencijalno, radilo se o teokratskom projektu koji se zalaže ne samo za revitalizaciju islamskih načela u društvima u kojima žive muslimani, nego i za pravni poredak i političku vlast baziranu na šerijatskom pravnom sustavu (sama Bosna i Hercegovina nije spomenuta u Islamskoj deklaraciji). Ovaj neveliki tekst (oko 40 stranica,) koji se odnosi na muslimanski svijet "od Maroka do Indonezije", izazvao je velik interes tek nakon "Sarajevskog procesa" 1983. godine. Iako optužba nije ponudila nikakve konkretne dokaze, Izetbegović je osuđen za tzv. islamski fundamentalizam i udruživanje radi rušenja ustavnog poretka.
Svoju drugu knjigu – Islam između Istoka i Zapada – Izetbegović je u važnim dijelovima napisao još prije prvog odlaska u zatvor 1946. godine. Kada je uhićen, njegova sestra Arza ju je sakrila i tako sačuvala rukopis. Na ovom rukopisu Izetbegović je kasnije intenzivno radio i jedan duži fragment o religiji i umjetnosti objavio je 1971. u beogradskom časopisu Kultura, u tematskom broju koji je bio posvećen religiji i koji je bio privremeno zabranjen zbog teksta o marksizmu ruskog filozofa Nikolaja Berđajeva.
Desetak godina kasnije, dovršeni rukopis knjige Islam između Istoka i Zapada poslao je prijatelju u Kanadu. Nekoliko mjeseci nakon toga, ožujka 1983, Izetbegović je uhapšen i na montiranom suđenju u kolovozu osuđen na 14 godina zatvora. Zajedno s njim osuđeno je još 12 muslimanskih intelektualaca, za "udruživanje radi rušenja ustavnog poretka" i "verbalni delikt". Mnogi se nisu međusobno ni poznavali.
Knjiga Islam između istoka i zapada objavljena je na engleskom jeziku u Americi 1984. i na bošnjačkom jeziku u Beogradu 1988., dok je Izetbegović bio u zatvoru. U knjizi, koja je prevedena na devet jezika, autor se bavi islamom i njegovim mjestom u aktualnom svijetu, otvarajući istovremeno niz tema i pitanja koja se tiču čovjekovog stanja uopće. Iako je optužba koristila tekst Islamske deklaracije u montiranom procesu protiv Izetbegovića, on je smatrao da je ustvari knjiga Islam između istoka i zapada bila razlog za njegovo hapšenje.
Tijekom drugog boravka u zatvoru, Izetbegović je počeo pisati bilješke. Bila su to razmišljanja o životu i sudbini, o vjeri i politici, o pročitanim djelima i njihovim autorima. Tako je nastalo trinaest "sveščica", formata A5, koje je Izetbegović uredio i objavio 1999. godine pod naslovom Moj bijeg u slobodu.
Izetbegović je u zatvoru nastavio borbu za smanjenje kazne. Pisao je Saveznom sudu SFR Jugoslavije, ukazujući na nezakonitost sudskog procesa. U žalbenom postupku, Vrhovni sud SR BiH je kaznu simbolično smanjio, sa 14 na 12 godina zatvora; Savezni sud SFRJ je presudu preinačio i sveo je na "verbalni delikt", za koji mu je izrekao devet godina. Uskoro nakon toga, odredba KZ o "verbalnom deliktu" je ukinuta. Izetbegović je odležao pet godina i osam mjeseci i konačno izašao na slobodu 25. studenog 1988. godine.

## SDA i borba za samostalnu Bosnu i Hercegovinu
U drugoj godini po izlasku iz zatvora, u maju 1990, Izetbegović sa skupinom istomišljenika osniva Stranku demokratske akcije (SDA), nacionalnu političku stranku Bošnjaka. Programski ciljevi Stranke predviđali su afirmaciju univerzalnih vrijednosti slobode, demokracije, jednakosti i ljudskih prava, te tržišnog gospodarstva i pozitivnih funkcija socijalne države. Na osnivačkoj skupštini Izetbegović je izabran za predsjednika Stranke. Osnivački dokument je odavao njegov autorski rukopis i u njemu je istaknuto da se pod demokracijom podrazumijeva vladavina naroda koja je regulirana vladavinom pravednih zakona.
Na prvim demokratskim izborima 18. studenog 1990. SDA je odnijela ubjedljivu pobjedu: od 240 poslaničkih mjesta u Skupštini SR Bosne i Hercegovine, SDA je osvojila 86 mandata, a u sedmočlanom Predsjedništvu, tri člana su bili kandidati SDA. Iako je Fikret Abdić dobio više glasova na izborima za predsjedništvo od Izetbegovića, zbog više nacionalno-političkih aranžmana Alija Izetbegović postaje Muslimanski član bosanskohercegovačkoga predsjedništva i njegov predsjednik. Izabran je za predsjednika Predsjedništva RBiH, u vrijeme teške ekonomske i političke krize u SFR Jugoslaviji. Tokom naredne godine, kao predstavnik Bosne i Hercegovine učestvuje u sastancima ‘šestorke’ (predsjednici šest republika SFR Jugoslavije) u nastojanju da se pronađe okvir za opstanak Jugoslavije. S makedonskim predsjednikom Kirom Gligorovim ponudio je platformu za reformirano ustrojstvo Jugoslavije, koja nije dobila potrebnu podršku ostalih. Politički dogovor između srpskih, hrvatskih i muslimanskih političkih stranaka i političara počeo se rastakati u klimi rastuće nacionalne polarizacije i srpske secesionističke pobune u Hrvatskoj koju su podupirale Srbija i Jugoslavenska narodna armija.
Sedamnaestog lipnja 1991. izbio je kratki rat u SlovenijiSloveniji, označivši početak raspada SFR Jugoslavije i agresije Jugoslavenske narodne armije (JNA) protiv republika koje su proglašavale neovisnost. Izetbegovićev stav bio je da Bosna i Hercegovina neće ostati u Jugoslaviji bez Slovenije i Hrvatske, jer to više ne bi bila Jugoslavija nego Velika Srbija. Javno se suprotstavio mobilizaciji bosanskohercegovačkih mladića za rat protiv Hrvatske, o čemu je potom i Predsjedništvo donijelo odluku. Osim u svojoj stranci, imao je podršku većine intelektualaca građanske provenijencije u Bosni i Hercegovini.
U okolnostima u kojima se JNA bezobzirno određuje kao srpska vojska i u kojima iz temelja ugrožava izvorne institucije općenarodne odbrane Bosne i Hercegovine, SDA se pod Izetbegovićevim vođstvom odlučila na osnivanje Nacionalnog vijeća obrane Bosne i Hercegovine, iz kojeg će kasnije nastati Patriotska liga, prva vojna formacija oformljena za obranu Bosne i Hercegovine.
Skupština Republike Bosne i Hercegovine je 14. siječnja 1992. godine donijela Rezoluciju o suverenosti, koju osporava Srpska demokratska stranka (SDS) kao većinska politička stranka u srpskom narodu u Bosni i Hercegovini. Dan kasnije, Europska zajednica priznaje neovisnost Slovenije i Hrvatske, a priznanje Bosne i Hercegovine uslovljava održavanjem referenduma. 
Referendum je održan 29. veljače i 1. ožujka 1992. godine. Odazvalo se oko 64% građana, od čega je 99% glasalo za neovisnu Bosnu i Hercegovinu. Na temelju toga uslijedila su međunarodna priznanja i prijem Bosne i Hercegovine u Ujedinjene narode 22. svibnja 1992.
Po objavljivanju rezultata počinju prvi napadi srpskih paravojnih grupa na nesrpsko stanovništvo, a nakon što je Europska zajednica priznala nezavisnost BiH 6. travnja 1992., JNA pokreće brutalnu agresiju širom zemlje. Izetbegović je tada imao 67 godina, nalazio se pred novim velikim izazovima i najburnijim životnim periodom. Tokom četverogodišnjeg rata, Izetbegović je i sam bio u stalnoj životnoj opasnosti. Zgrada Predsjedništva BiH, gdje je uredno dolazio na posao svaki dan, bila je granatirana sve vrijeme opsade Sarajeva. Izetbegović je često izlazio na slobodne teritorije i obilazio jedinice Armije RBiH širom zemlje.
```
(SAD) u studenomu 1995., kojima je okončan rat.]]
```

Kao predsjednik Predsjedništva RBiH, nosio je teret i odgovornost vrhovnog komandanta. Insistirao je na poštivanju međunarodnih konvencija i ratnog prava, i posebno na zaštiti civilnog stanovništva i kulturnih i vjerskih objekata. Nastavio je učestvovati u pregovorima o miru; uprkos svim vojnim i političkim pritiscima i embargu na naoružanje, ostao je dosljedan principu slobode i opredjeljenju za cjelovitu Bosnu i Hercegovinu "u kojoj niko neće biti progonjen zbog vjere, nacije i političkog uvjerenja".
Sam tijek rata u Bosni i Hercegovini doveo je prilagođavanja Izetbegovićeve politike realnostima na terenu, pa je nakon više neuspjelih primirja, u američkom gradu Daytonu 1995. godine sklopljen sporazum između Izetbegovića kao predstavnika Bošnjaka, Miloševića koji je predstavljao Srbe iz BiH, te Tuđmana kao predstavnika bosanskohercegovačkih Hrvata. Izetbegović je i dalje ostao članom Predsjedništva Bosne i Hercegovine, a po ocjeni hrvatske politologinje Mirjane Kasapović zadnja dva mandata na položaju predsjednika Predsjedništva bila su neustavna.

## Poratno razdoblje
Poslije Daytonskoga sporazuma Alija Izetbegović ostaje aktivan kao predsjednik SDA i supredsjedatelj bošnjačko-hrvatske Federacije BiH, no prava vlast je, po sporazumu, prešla u ruke visokoga predstavnika «međunarodne zajednice» (esencijalno, SAD i EU). Zbog pogoršanja zdravlja Izetbegović se povlači iz politike 2000. godine, no zadržava presudan utjecaj na oblikovanje bošnjačke politike. Godine 2003. Izetbegović je preminuo od komplikacija uzrokovanih pogoršanjem srčane bolesti. Na sprovodu Alije Izetbegovića bilo je prisutno između 100 000 i 150 000 ljudi. Na Izetbegovićevu ispraćaju prisustvovala su brojna izaslanstva među kojima su izaslanstvo Francuske, Sjedinjenih Država, Grčke, Austrije, Turske, Makedonije, Hrvatske, Slovenije, Irana i Pakistana.

## Istraga za ratne zločine pred Haškim sudom
Izetbegović za života nije bio optužen za ratne zločine zbog svoje uloge tijekom rata u Bosni i Hercegovini. 
Nakon njegove smrti, MKSJ je obznanio da je bio pod istragom za ratne zločine, ali je istraga obustavljenja nakon njegove smrti.

## Djela
- Islamska deklaracija (Sarajevo, 1970.)
- Islam između istoka i zapada (Sarajevo, 1988.)
- Odabrani govori, pisma, izjave, intervjui : 1993-1994 (Sarajevo, 1995.)
- Odabrani govori, pisma, izjave, intervjui (Sarajevo, 1995.)
- Čudo bosanskog otpora : odabrani govori, intervjui, izjave : (decembar 1993 - decembar 1994) (Sarajevo, 1995.)
- Izetbegović - govori, pisma, intervjui '95 (Sarajevo, 1996.)
- Govori, intervjui, izjave i pisma : 1998. (Sarajevo, 1999.)
- Moj bijeg u slobodu: bilješke iz zatvora 1983-1988 (Sarajevo, 2000.)
- 'Govori, intervjui i pisma (1999-2001) (Sarajevo, 2002.)
- Doba znanja i strpljenja : intervjui 1996. – 2003. (Sarajevo, 2005.)
- Na razmeđu svjetova : izjave, obraćanja, poruke, pisma 1990. – 2003. (Sarajevo, 2005.)
- Sjećanja : autobiografski zapis (Sarajevo, 2005.)

## Vanjske poveznice
- Fondacija Alija Izetbegović

### Ostali projekti
|  | Zajednički poslužitelj ima još gradiva o temi Alija Izetbegović |
|  | Wikicitati imaju zbirke citata o temi Alija Izetbegović         |